# コシオガマ属
コシオガマ属（コシオガマぞく、学名：Phtheirospermum 、漢字表記：小塩竈属）はハマウツボ科の属の1つ。かつてはゴマノハグサ科に含められていた。

## 特徴
半寄生植物の一年草。茎は直立するか斜上し、腺毛がやや密に生える。葉は対生し、深く裂け、裂片はさらに細かく分かれ、腺毛が多い。花は茎の上部の葉腋ごとに1個つける。萼は鐘状になり、先は5裂し、腺毛がある。花冠は筒状で先は唇形になり、上唇と下唇に分かれる。上唇は2裂して平らな兜形になり、裂片は縁が外側に反り返り、下唇は3裂して上唇より長く、花冠内部に隆起した2列の条があって、裂片は開出する。雄蕊は4個が花冠上唇側にあり、下側2本は上側2本より長い。花柱は1個で細長く、先端はやや太くなり、上下不ぞろいな2片に裂ける。子房は2室あり、各室に多数の胚珠がある。果実はゆがんだ卵形の蒴果で先がとがり、半分が萼に包まれ、多数の種子が入り、熟すと胞背裂開する。種子は楕円形になり、縦に走る数本の翼がある。
東アジアに5種知られ、うち日本には1種分布する。

## 学名の由来
学名の Phtheirospermum は、ギリシャ語のphtheir（シラミ）+ sperma（種子）に由来し、種子の形がシラミに似ることによる。

## 種

### 日本に分布する種
- コシオガマ Phtheirospermum japonicum (Thunb.) Kanitz - 日本の北海道・本州・四国・九州の他、朝鮮、中国（中北部・東北部）、アムールに分布する[1]。

### 日本以外に分布する種
- Phtheirospermum glandulosum Benth. ex Hook.f.
- Phtheirospermum muliense C.Y. Wu & D.D. Tao
- Phtheirospermum parishii Hook. f.
- Phtheirospermum tenuisectum Bureau & Franch.